# Turopolje (Velika Gorica)
 Turopolje  (magyarul: Túrmező) falu Horvátországban Zágráb megyében. Közigazgatásilag Velika Goricához tartozik.

## Fekvése
Zágráb központjától 22 km-re, községközpontjától 9 km-re délkeletre, a Zágráb – Sziszek vasútvonal mellett fekszik.

## Története
A település az I. világháború után lett önállóvá Rakitovec határából. Lakosságát 1921-ben számlálták meg először önállóan, akkor 288-an lakták. 2001-ben 1033 lakosa volt.

## Lakosság
| Lakosság változása | Lakosság változása | Lakosság változása | Lakosság változása | Lakosság változása | Lakosság változása | Lakosság változása | Lakosság változása | Lakosság változása | Lakosság változása | Lakosság változása | Lakosság változása | Lakosság változása | Lakosság változása | Lakosság változása |
| ------------------ | ------------------ | ------------------ | ------------------ | ------------------ | ------------------ | ------------------ | ------------------ | ------------------ | ------------------ | ------------------ | ------------------ | ------------------ | ------------------ | ------------------ |
| 1857               | 1869               | 1880               | 1890               | 1900               | 1910               | 1921               | 1931               | 1948               | 1953               | 1961               | 1971               | 1981               | 1991               | 2001               |
| 0                  | 0                  | 0                  | 0                  | 0                  | 0                  | 288                | 385                | 446                | 455                | 682                | 719                | 753                | 851                | 1033               |

## Külső hivatkozások
- Velika Gorica hivatalos oldala
- Velika Gorica turisztikai egyesületének honlapja